# Glypta quebecensis
Glypta quebecensis är en stekelart som beskrevs av Dasch 1988. Glypta quebecensis ingår i släktet Glypta, och familjen brokparasitsteklar. Inga underarter finns listade.